# Spider-Man: Far From Home
Spider-Man: Far From Home er en amerikansk superheltefilm fra 2019 instrueret af Jon Watts, med Tom Holland i hovedrollen.
Filmen er blevet den bedst indtjenende Spiderman-film på verdensplan, med over 1 milliard dollars.

## Medvirkende
- Tom Holland som Peter Parker / Spider-Man
- Zendaya som Michelle Jones / MJ
- Jake Gyllenhaal som Quentin Beck / Mysterio
- Samuel L. Jackson som Nick Fury
- Marisa Tomei som May Parker
- Jon Favreau som Happy Hogan
- Cobie Smulders som Maria Hill
- Ben Mendelsohn som Talos
- Jacob Batalon som Ned Leeds
- Peter Billingsley som William Ginter Riva

Desuden optræder Robert Downey Jr. og Jeff Bridges i flashbacks som deres respektive Marvel-roller, Tony Stark og Obadiah Stane, mens J.K. Simmons spiller J. Jonah Jameson.